# Logan Sargeant
Logan Hunter Sargeant (Fort Lauderdale, 31 dicembre 2000) è un pilota automobilistico statunitense, ha corso 37 Gran Premi in Formula 1 con la Williams.

## Carriera

### Kart e primi anni in monoposto
Sargeant inizia a correre in karting nel 2008 correndo principalmente in campionati regionali e nazionali ottenendo ottimi risultati. Quattro anni dopo si trasferisce in Europa, nel 2015 diventa Campione del Mondo Junior e nel 2016 vince la WSK Champions Cup nella classe OK.
Sul finire del 2016 Sargeant debutta in monoposto, partecipando al campionato di F4 degli Emirati Arabi Uniti, dove arriva secondo con il team Motopak. Nel 2017 Sargeant partecipa al campionato britannico di F4, col team Carlin, arrivando al terzo posto in classifica. Contemporaneamente, col team R-ace GP, corre in tre gare nella Formula Renault Eurocup (non venendo classificato essendo pilota wildcard), due gare nella Formula Renault NEC (23º) e tre gare nella V de V Challenge (28º).
Nel 2018, sempre con R-ace GP, partecipa ai due campionati della Formula Renault, Eurocup e il NEC. Nel Eurocup conquista tre vittorie e sette podi, finendo così quarto in classifica generale dietro a Ye Yifei e secondo nella classifica riservata ai rookie dietro a Christian Lundgaard. Nel campionato Formula Renault Eurocup conquista un'altra vittoria e chiude quinto in classifica generale.

### Formula 3

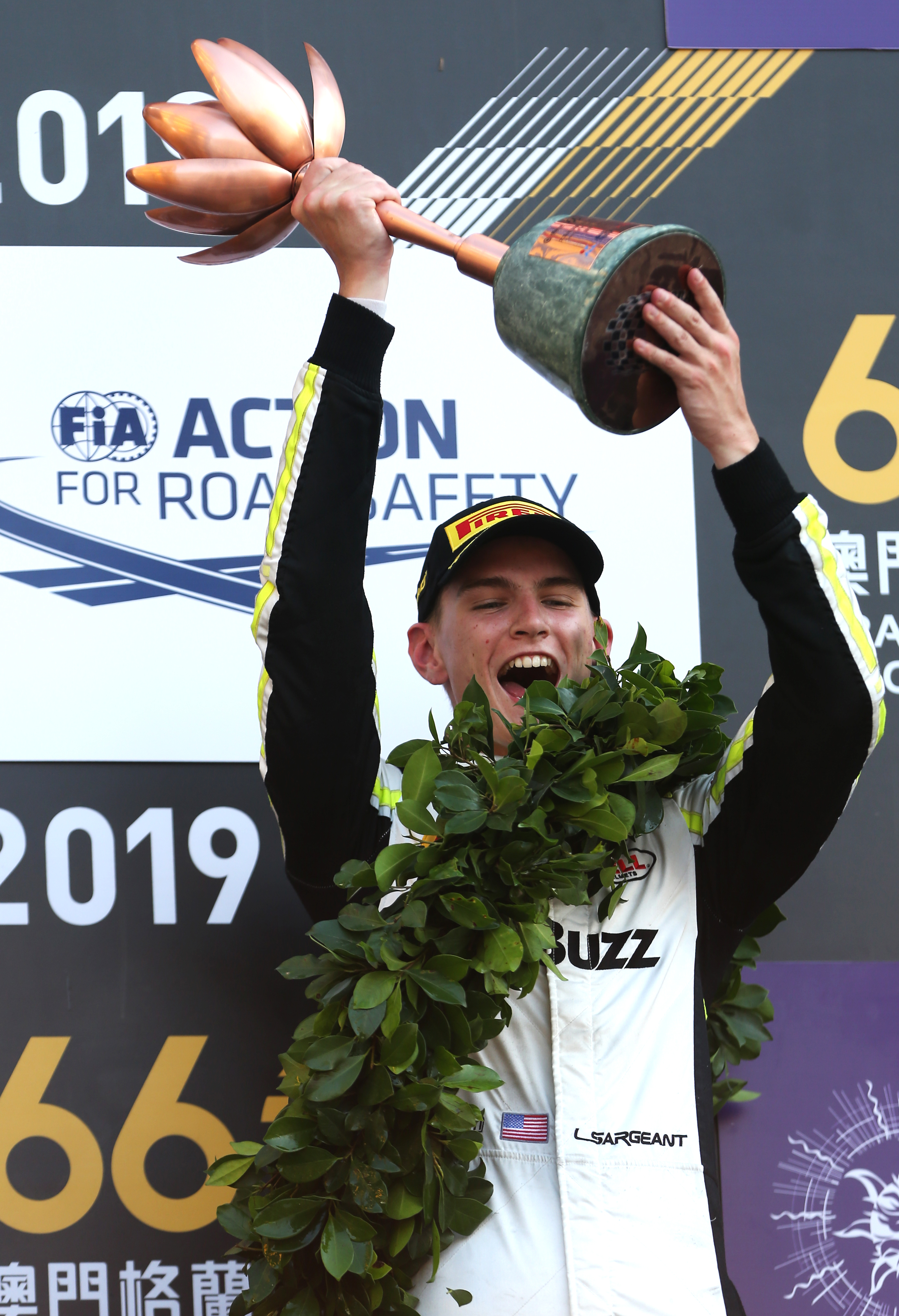
Sargeant sul podio del Gran Premio di Macao

Nel 2019 torna con il team Carlin e disputa il Campionato FIA di Formula 3. A causa della scarsa competitività del mezzo, arriverà solo diciannovesimo in classifica. Partecipa anche al Gran Premio di Macao sempre con il team Carlin, arrivando terzo dietro a Richard Verschoor e Jüri Vips.
Nel 2020 si lega a Prema, vince la sua prima gara di categoria sul Circuito di Silverstone, si ripete nella gara 2 del Circuito di Spa-Francorchamps, termina il campionato al 3º posto nella classifica finale, dietro di soli 4 punti a Oscar Piastri e di 1 punto a Théo Pourchaire.

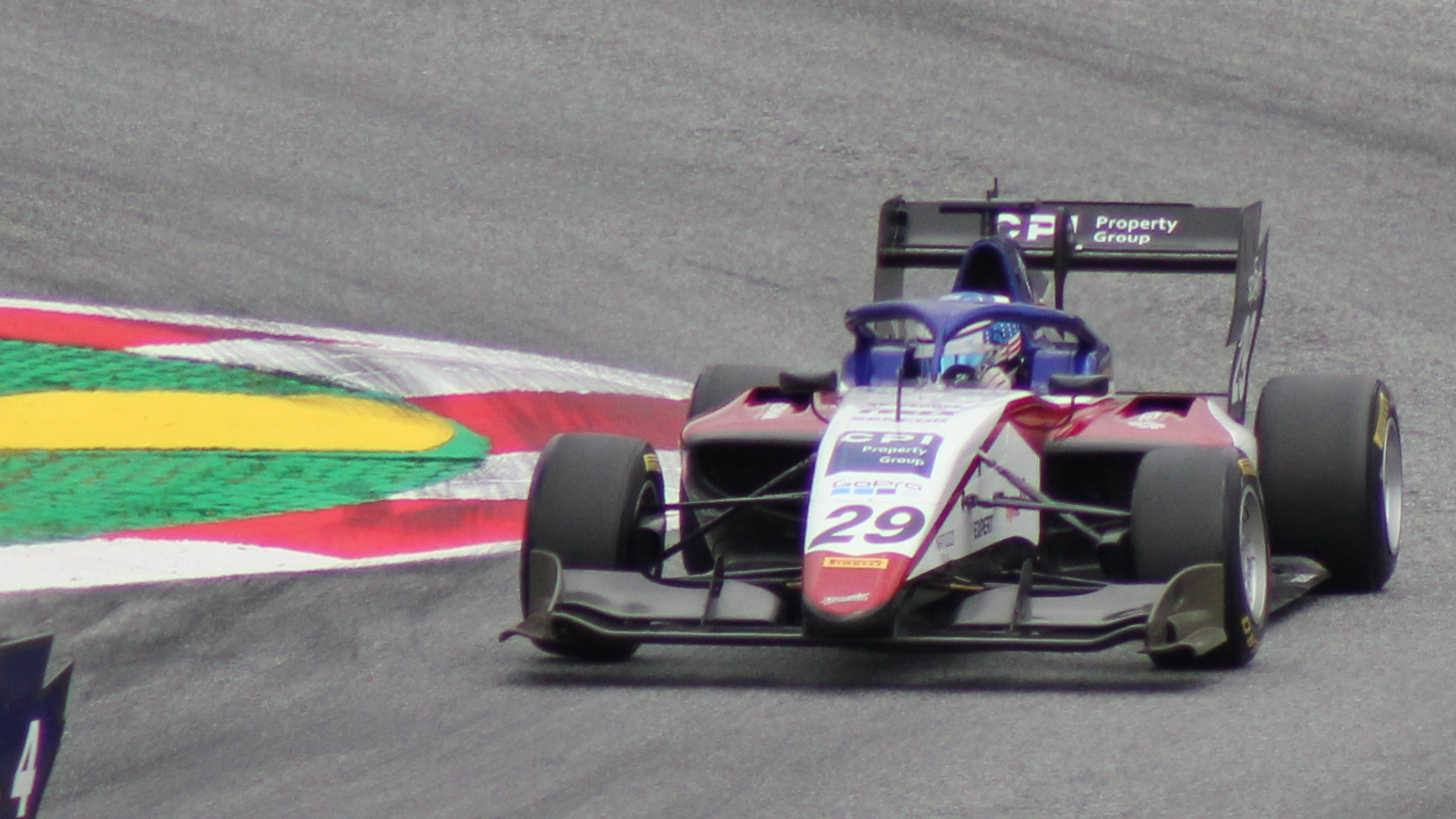
Sargeant nel 2021 con il team Charouz

L'8 dicembre 2020 Sargeant partecipa con il team Campos ai tre giorni di test del campionato di Formula 2 sul circuito di Sakhir, ma il team spagnolo sceglie Gianluca Petecof al suo posto. 
Non trovando un sedile per la Formula 2 partecipa ai test per stagionali della Formula 3 con il team Charouz. Il 4 maggio, insieme a Enzo Fittipaldi, viene ufficializzato dalla Charouz per la stagione 2021. Ottiene il primo podio stagionale in Gara-1 al Hungaroring ripetendosi poi nella seconda gara in Belgio.
Conquista il secondo posto dietro a Arthur Leclerc nella prima gara di Zandvoort. Nella prima gara di Soči conquista la sua prima vittoria stagionale davanti a Dennis Hauger, futuro campione della categoria. Chiude il campionato settimo risultando il migliore del suo team.

### ELMS e Michelin Le Mans Cup
Nel 2021 partecipa all'European Le Mans Series con il Racing Team Turkey. Esordisce nel secondo weekend del campionato per sostituire Harry Tincknell, in qualifica centra la pole, ma in gara il passo dei suoi compagni non è sufficiente per vincere e finiscono quarti. Dopo aver saltato la gara del Paul Ricard ritorna a Monza dove ottiene il settimo posto. Lo stesso anno prendere parte a tre corse della Michelin Le Mans Cup, correndo nella classe GT3 con la Ferrari 488 GT3 Evo 2020 del team Iron Lynx. Logan ottiene due vittorie, la prima al Paul Ricard e la seconda sul Circuito di Le Mans.

### Formula 2

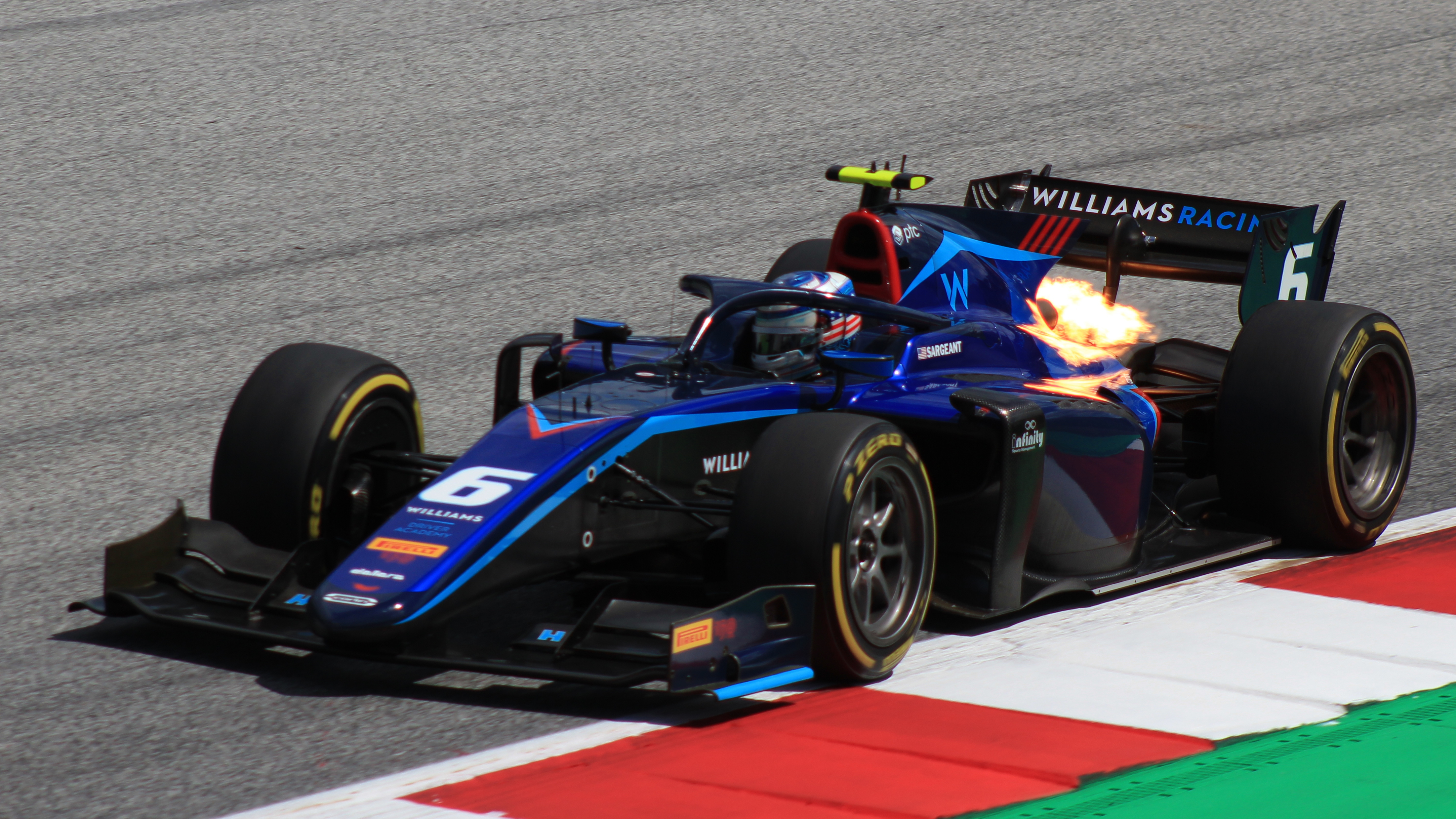
Sargeant nel 2022 alla guida della Dallara F2 2018 del team Carlin Racing

Nel novembre del 2021 Sargeant viene annunciato dal team HWA Racelab per sostituire Jake Hughes nel round di Gedda della stagione 2021 della Formula 2.
Nel dicembre il team Carlin Racing annuncia l'ingaggio di Sargeant a partire dalla stagione 2022 insieme a Liam Lawson. Nella Sprint Race di Barcellona Sargeant conquista il suo primo podio nella categoria arrivando terzo dietro a Felipe Drugovich e Ayumu Iwasa, il suo secondo podio arriva nella Feature Race di Baku chiudendo secondo dietro a Dennis Hauger. Sul Circuito di Silverstone ottiene la sua prima Pole position che trasforma poi nella sua prima vittoria. Nella Feature Race di Spielberg grazie alle penalità di Richard Verschoor e Jehan Daruvala conquista la sua seconda vittoria. Al Paul Ricard ottiene la sua seconda pole ma in gara è costretto al ritiro. Nelle ultime gare stagionali non torna a podio, ma grazie il quinto posto nel ultima gara a Yas Marina, Sargeant chiude quarto in classifica, primo tra i Rookie.

### Formula 1
Nell'ottobre del 2021 Sargeant avrebbe dovuto prendere parte ai test pre stagionali dell'IndyCar Series con il team AJ Foyt Racing, ma l'impegno viene annullato in occasione del Gran Premio degli Stati Uniti d'America 2021, quando viene annunciato il suo ingresso nella Williams Driver Academy. Il pilota statunitense debutta alla guida di una Formula 1 con il team Williams nei Rookie Test a fine stagione ad Abu Dhabi. Nel 2022 prende parte al primo turno delle prove libere del Gran Premio degli Stati Uniti d'America e del Gran Premio di Città del Messico, guidando la Williams FW44. Dopo l'esordio in pista, Jost Capito, amministratore delegato e team principal della Williams ha confermato che Sargeant avrebbe corso per il team nel 2023 se fosse riuscito a raggiungere i punti necessari per ottenere la superlicenza. Nel resto dell'anno scende in pista in altre tre occasioni, le prove libere nel Gran Premio di San Paolo e nel Gran Premio di Abu Dhabi e ai test post stagionali a Yas Marina.

#### 2023-2024: Williams

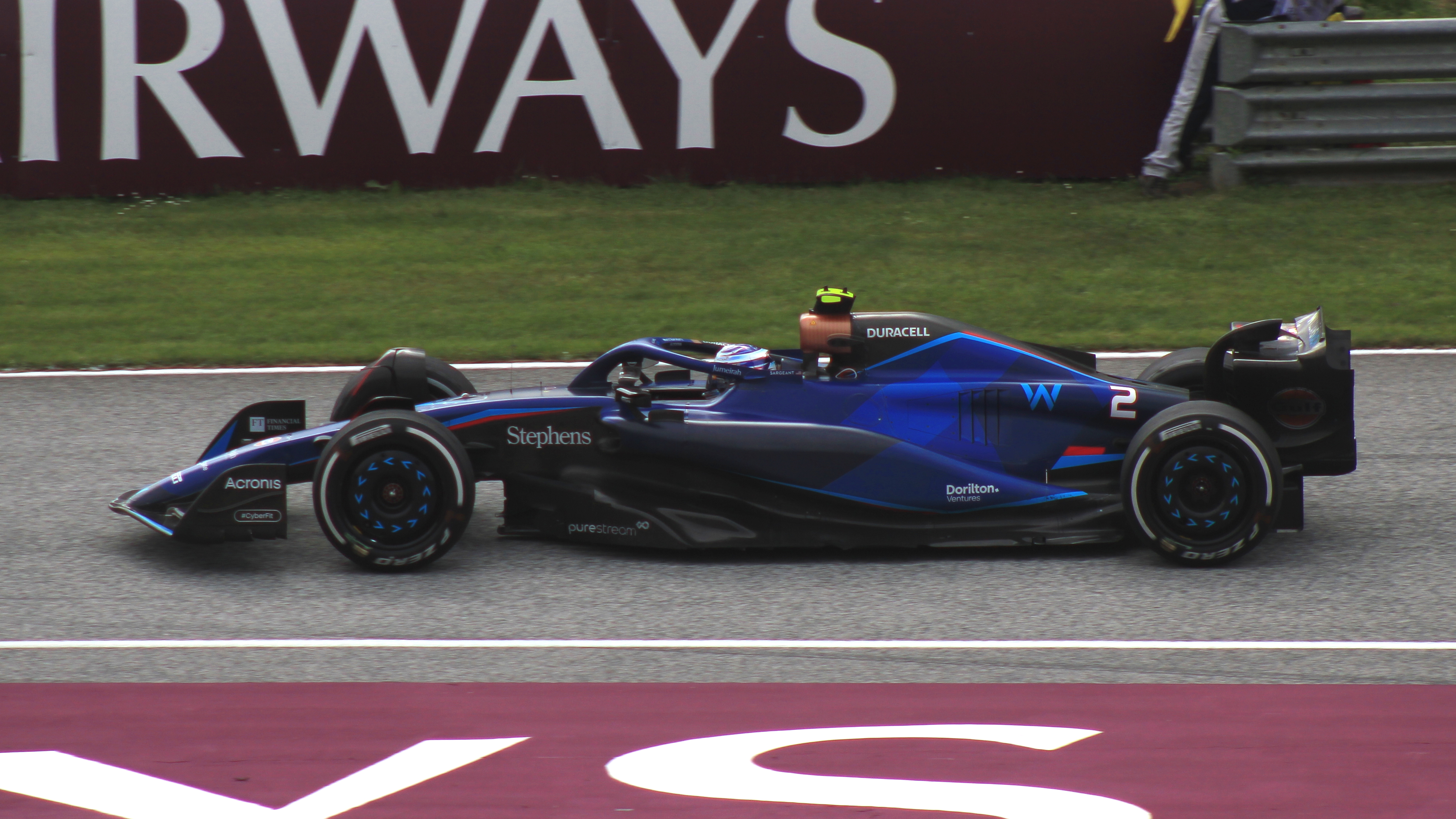
Sargeant mentre guida la Williams FW45 al Red Bull Ring

Avendo terminato la stagione di Formula 2 al quarto posto in classifica, risultato che porta gli ultimi punti sufficienti per ottenere la superlicenza, la Williams lo conferma come pilota titolare per la stagione 2023 di Formula 1 al fianco di Alex Albon. Il pilota statunitense sceglie di correre con il numero 2, esordisce nel Gran Premio del Bahrein arrivando dodicesimo. Nella prima metà della stagione Sargeant non riesce a conquistare nessun punto, a differenza del compagno di team; ottiene come miglior risultato l'undicesimo posto nel Gran Premio di Gran Bretagna. Dopo la pausa estiva i risultati non migliorano, in Olanda si qualifica per la prima volta tra i primi dieci, ma in gara è costretto al ritiro. Nel Gran Premio degli Stati Uniti, ad Austin, conquista il primo punto in carriera, venendo promosso al decimo posto grazie alle squalifiche di Charles Leclerc e Lewis Hamilton. Chiude la stagione al ventunesimo posto, con un solo punto conquistato.

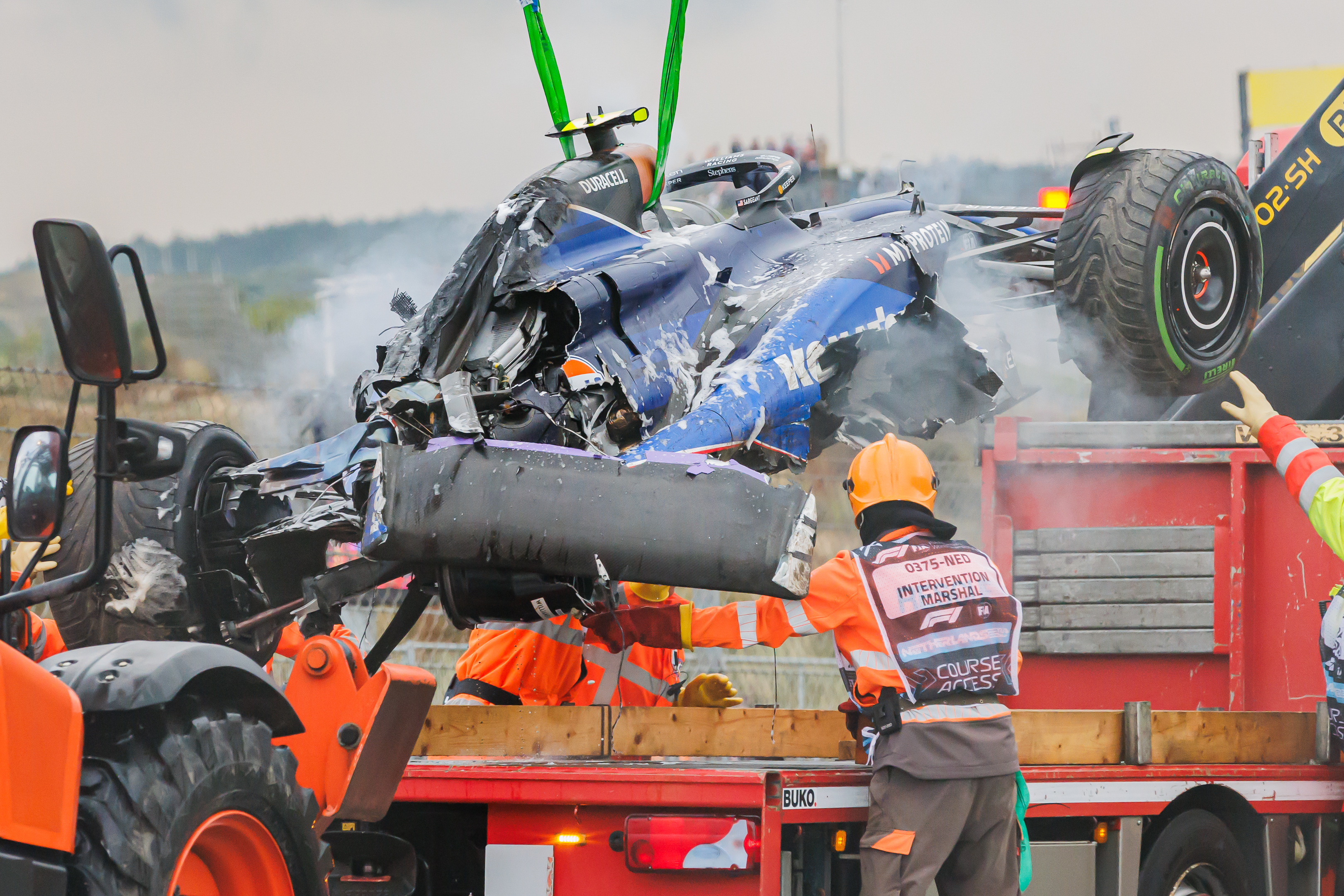
La vettura di Sargeant incidentata durante le prove del GP d'Olanda; i numerosi incidenti costano al pilota il suo posto in Williams

Al termine della stagione Sargeant viene confermato dalla Williams anche per il 2024. Nel terzo Gran Premio della stagione, in Australia, il suo compagno di squadra Albon danneggia la sua vettura durante il primo turno di prove libere. La Williams, non disponendo di un telaio di scorta, decide di far correre solo Albon lasciando fermo Sargeant. Nel Gran Premio seguente, in Giappone, Sargeant scende in pista con il telaio di Albon riparato. A seguito del Gran Premio d'Olanda, dove lo statunitense impatta contro le barriere nelle prove libere non riuscendo a partecipare alle qualifiche e arrivando sedicesimo in gara, il 27 agosto viene licenziato dal team di Grove rimpiazzato da Franco Colapinto, terminando la sua avventura in Formula 1 con 37 gran premi disputati ed un solo punto ottenuto.

### Il ritorno nell'ELMS
Dopo aver lasciato la Formula 1, nel autunno del 2024 prende parte ai test della IndyCar con il team Meyer Shank Racing. Ma per la stagione 2025 sceglie di tornare nella European Le Mans Series correndo per il team IDEC Sport al fianco di Jamie Chadwick e Mathys Jaubert, con l'obbiettivo di prepararsi per il 2026 con l'Hypercar di Genesis.
A sorpresa poco prima del inizio della stagione annuncia la volontà di ritirarsi dal motorsport.  

## Risultati

### Riassunto della carriera
| Stagione  | Serie                       | Team               | Gare                           | Vittorie                       | Pole                           | G.V                            | Podio                          | Punti                          | Pos.                           |
| --------- | --------------------------- | ------------------ | ------------------------------ | ------------------------------ | ------------------------------ | ------------------------------ | ------------------------------ | ------------------------------ | ------------------------------ |
| 2016-2017 | Formula 4 UAE               | Team Motopark      | 18                             | 0                              | 0                              | 7                              | 15                             | 261                            | 2º                             |
| 2017      | Formula 4 britannica        | Carlin             | 30                             | 2                              | 2                              | 2                              | 10                             | 356                            | 3º                             |
| 2017      | Eurocup Formula Renault 2.0 | R-ace GP           | 3                              | 0                              | 0                              | 0                              | 0                              | 0                              | NC                             |
| 2017      | Formula Renault NEC         | R-ace GP           | 2                              | 0                              | 0                              | 0                              | 0                              | 24                             | 23º                            |
| 2017      | V de V Challenge Monoplace  | R-ace GP           | 3                              | 1                              | 1                              | 0                              | 3                              | 99                             | 28º                            |
| 2018      | Eurocup Formula Renault 2.0 | R-ace GP           | 20                             | 3                              | 2                              | 3                              | 7                              | 218                            | 4º                             |
| 2018      | Formula Renault NEC         | R-ace GP           | 12                             | 1                              | 0                              | 2                              | 3                              | 87                             | 5º                             |
| 2019      | Campionato FIA di Formula 3 | Carlin             | 16                             | 0                              | 0                              | 0                              | 0                              | 5                              | 19º                            |
| 2019      | Gran Premio di Macao        | Carlin             | 1                              | 0                              | 0                              | 0                              | 1                              | /                              | 3º                             |
| 2020      | Campionato FIA di Formula 3 | Prema              | 18                             | 2                              | 3                              | 2                              | 6                              | 160                            | 3º                             |
| 2021      | Campionato FIA di Formula 3 | Charouz            | 20                             | 1                              | 0                              | 0                              | 4                              | 102                            | 7º                             |
| 2021      | Campionato FIA di Formula 2 | HWA Racelab        | 3                              | 0                              | 0                              | 0                              | 0                              | 0                              | 29º                            |
| 2021      | European Le Mans Series     | Racing Team Turkey | 2                              | 0                              | 0                              | 1                              | 0                              | 27.5                           | 19º                            |
| 2021      | Michelin Le Mans Cup - GT3  | Iron Lynx          | 3                              | 2                              | 2                              | 3                              | 3                              | 51                             | 6º                             |
| 2022      | Campionato FIA di Formula 2 | Carlin Motorsport  | 28                             | 2                              | 2                              | 0                              | 4                              | 148                            | 4°                             |
| 2022      | Formula 1                   | Williams F1        | Terzo pilota/Pilota di riserva | Terzo pilota/Pilota di riserva | Terzo pilota/Pilota di riserva | Terzo pilota/Pilota di riserva | Terzo pilota/Pilota di riserva | Terzo pilota/Pilota di riserva | Terzo pilota/Pilota di riserva |
| 2023      | Formula 1                   | Williams F1        | 22                             | 0                              | 0                              | 0                              | 0                              | 1                              | 21º                            |
| 2024      | Formula 1                   | Williams F1        | 14                             | 0                              | 0                              | 0                              | 0                              | 0                              | 23º                            |

* Stagione in corso

### Risultati nella Formula 4 britannica
(legenda) (Le gare in grassetto indicano la pole position) (Le gare in corsivo indicano Gpv)
| Anno | Team              | 1   | 2   | 3   | 4   | 5   | 6   | 7   | 8   | 9   | 10  | 11  | 12  | 13  | 14  | 15  | 16  | 17  | 18  | 19  | 20  | 21  | 22  | 23  | 24  | 25  | 26  | 27  | 28  | 29  | 30  | 31  | Punti | Pos. |
| ---- | ----------------- | --- | --- | --- | --- | --- | --- | --- | --- | --- | --- | --- | --- | --- | --- | --- | --- | --- | --- | --- | --- | --- | --- | --- | --- | --- | --- | --- | --- | --- | --- | --- | ----- | ---- |
| 2017 | Carlin Motorsport | BHI | BHI | BHI | DON | DON | DON | THR | THR | THR | OLT | OLT | OLT | CRO | CRO | CRO | SNE | SNE | SNE | KNO | KNO | KNO | KNO | ROC | ROC | ROC | SIL | SIL | SIL | BRH | BRH | BRH | 356   | 3º   |
| 2017 | Carlin Motorsport | 4   | 4   | 6   | 10  | 13  | 4   | 6   | 4   | 2   | 5   | 2   | C   | 3   | 3   | 6   | 4   | 4   | 2   | 5   | 2   | 2   | 4   | 4   | 4   | 1   | 7   | 1   | 4   | 2   | 4   | Rit | 356   | 3º   |

### Risultati completi Formula 3
(legenda) (Le gare in grassetto indicano la pole position) (Le gare in corsivo indicano Gpv)
| Stagione | Team               | 1    | 2    | 3    | 4    | 5   | 6   | 7    | 8    | 9    | 10   | 11  | 12  | 13  | 14  | 15  | 16  | 17  | 18  | 19  | 20  | 21  | Punti | Pos. |
| -------- | ------------------ | ---- | ---- | ---- | ---- | --- | --- | ---- | ---- | ---- | ---- | --- | --- | --- | --- | --- | --- | --- | --- | --- | --- | --- | ----- | ---- |
| 2019     | Carlin Buzz Racing | CAT  | CAT  | LEC  | LEC  | RBR | RBR | SIL  | SIL  | HUN  | HUN  | SPA | SPA | MNZ | MNZ | SOC | SOC |     |     |     |     |     | 5     | 19º  |
| 2019     | Carlin Buzz Racing | 15   | 14   | 12   | 8    | 22  | 26  | 26   | 13   | 10   | 8    | 13  | Rit | 9   | 10  | 15  | 10  |     |     |     |     |     |       | 19º  |
| 2020     | Prema Racing       | RBR1 | RBR1 | RBR2 | RBR2 | HUN | HUN | SIL1 | SIL1 | SIL2 | SIL2 | CAT | CAT | SPA | SPA | MNZ | MNZ | MUG | MUG |     |     |     | 160   | 3º   |
| 2020     | Prema Racing       | 2    | 27   | 6    | 2    | 6   | 4   | 3    | 5    | 1    | Rit  | 3   | 5   | 8   | 1   | 26  | 24  | 6   | Rit |     |     |     | 160   | 3º   |
| 2021     | Charouz Racing     | CAT  | CAT  | CAT  | LEC  | LEC | LEC | RBR  | RBR  | RBR  | HUN  | HUN | HUN | SPA | SPA | SPA | ZAN | ZAN | ZAN | SOC | SOC | SOC | 102   | 7º   |
| 2021     | Charouz Racing     | 4    | Rit  | 9    | 4    | 12  | Rit | 15   | Rit  | 8    | 3    | 9   | 10  | 8   | 3   | 8   | 2   | 10  | 6   | 1   | C   | 4   | 102   | 7º   |

### Risultati completi Formula 2
(legenda) (Le gare in grassetto indicano la pole position) (Le gare in corsivo indicano Gpv)
| Anno | Team              | 1   | 2   | 3   | 4   | 5   | 6   | 7   | 8   | 9   | 10  | 11  | 12  | 13  | 14  | 15  | 16  | 17  | 18  | 19  | 20  | 21  | 22  | 23  | 24  | 25  | 26  | 27  | 28  | Punti | Pos. |
| ---- | ----------------- | --- | --- | --- | --- | --- | --- | --- | --- | --- | --- | --- | --- | --- | --- | --- | --- | --- | --- | --- | --- | --- | --- | --- | --- | --- | --- | --- | --- | ----- | ---- |
| 2021 | HWA Racelab       | BHR | BHR | BHR | MON | MON | MON | BAK | BAK | BAK | SIL | SIL | SIL | MNZ | MNZ | MNZ | SOC | SOC | SOC | JED | JED | JED | YMC | YMC | YMC |     |     |     |     | 0     | 29º  |
| 2021 | HWA Racelab       |     |     |     |     |     |     |     |     |     |     |     |     |     |     |     |     |     |     | 16  | Rit | 14  |     |     |     |     |     |     |     | 0     | 29º  |
| 2022 | Carlin Motorsport | BHR | BHR | JED | JED | IMO | IMO | CAT | CAT | MON | MON | BAK | BAK | SIL | SIL | RBR | RBR | PAU | PAU | HUN | HUN | SPA | SPA | ZAN | ZAN | MNZ | MNZ | YMC | YMC | 148   | 4º   |
| 2022 | Carlin Motorsport | 6   | 7   | Rit | 12  | 6   | 7   | 3   | 4   | 10  | 9   | 6   | 2   | 7   | 1   | 7   | 1   | 8   | Rit | Rit | 10  | Rit | 5   | 8   | Rit | 4   | Rit | 6   | 5   | 148   | 4º   |

### European Le Mans Series
(legenda) (Le gare in grassetto indicano la pole position) (Le gare in corsivo indicano Gpv)
| Anno    | Squadra            | Classe | Vettura         | CAT | RBR | LEC | MNZ | SPA | POR | Punti | Pos. |
| ------- | ------------------ | ------ | --------------- | --- | --- | --- | --- | --- | --- | ----- | ---- |
| 2021    | Racing Team Turkey | LMP2   | Oreca 07-Gibson |     | 4   |     | 7   |     |     | 21    | 19º  |
| Legenda |                    |        |                 |     |     |     |     |     |     |       |      |

### Le Mans Cup
(legenda) (Le gare in grassetto indicano la pole position) (Le gare in corsivo indicano Gpv)
| Anno    | Squadra   | Classe | Vettura                  | BAR | LEC | MON | LMS | LMS | SPA | POR | Punti | Pos. |
| ------- | --------- | ------ | ------------------------ | --- | --- | --- | --- | --- | --- | --- | ----- | ---- |
| 2021    | Iron Lynx | GT3    | Ferrari 488 GT3 Evo 2020 | 1   |     |     | 1   | 2   |     |     | 51    | 6º   |
| Legenda |           |        |                          |     |     |     |     |     |     |     |       |      |

### Risultati in Formula 1
| 2022 | Scuderia | Vettura |  |  |  |  |  |  |  |  |  |  |  |  |  |  |  |  |  |  |    |    |    |    |  |  | Punti | Pos. |
| ---- | -------- | ------- |  |  |  |  |  |  |  |  |  |  |  |  |  |  |  |  |  |  | -- | -- | -- | -- |  |  | ----- | ---- |
| 2022 | Williams | FW44    |  |  |  |  |  |  |  |  |  |  |  |  |  |  |  |  |  |  | SP | SP | SP | SP |  |  | –     |      |

| 2023 | Scuderia | Vettura |    |    |     |    |    |    |    |     |    |    |    |    |     |    |    |     |     |    |    |    |    |    |  |  | Punti | Pos. |
| ---- | -------- | ------- | -- | -- | --- | -- | -- | -- | -- | --- | -- | -- | -- | -- | --- | -- | -- | --- | --- | -- | -- | -- | -- | -- |  |  | ----- | ---- |
| 2023 | Williams | FW45    | 12 | 16 | 16* | 16 | 20 | 18 | 20 | Rit | 13 | 11 | 18 | 17 | Rit | 13 | 14 | Rit | Rit | 10 | 16 | 11 | 16 | 16 |  |  | 1     | 21º  |

| 2024 | Scuderia | Vettura |    |    |    |    |    |     |    |    |     |    |    |    |    |    |    |  |  |  |  |  |  |  |  |  | Punti | Pos. |
| ---- | -------- | ------- | -- | -- | -- | -- | -- | --- | -- | -- | --- | -- | -- | -- | -- | -- | -- |  |  |  |  |  |  |  |  |  | ----- | ---- |
| 2024 | Williams | FW46    | 20 | 14 | SP | 17 | 17 | Rit | 17 | 15 | Rit | 20 | 19 | 11 | 17 | 17 | 16 |  |  |  |  |  |  |  |  |  | 0     | 23º  |

| Legenda | 1º posto     | 2º posto | 3º posto    | A punti         | Senza punti/Non class.  | Grassetto – Pole position Corsivo – Giro più veloce Apice – Risultato Sprint (A punti) |
| Legenda | Squalificato | Ritirato | Non partito | Non qualificato | Solo prove/Terzo pilota | Grassetto – Pole position Corsivo – Giro più veloce Apice – Risultato Sprint (A punti) |